# لوئیس آلبرنی

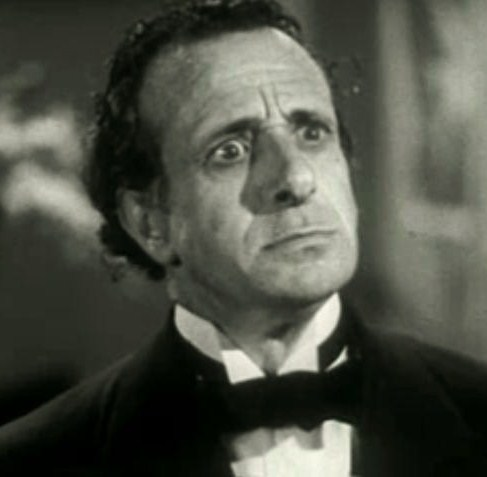

لوئیس آلبرنی (اسپانیایی: Luis Alberni‎؛ ۴ اکتبر ۱۸۸۶ – ۲۳ دسامبر ۱۹۶۲) یک هنرپیشه اهل ایالات متحده آمریکا بود. وی بین سال‌های ۱۹۱۵ تا ۱۹۵۶ میلادی فعالیت می‌کرد.

## بخشی از فیلم‌شناسی
- افسون‌شده (۱۹۳۲)
- ازدواج آخر هفته (۱۹۳۲)
- کنت مونت کریستو (۱۹۳۴)
- صورت‌غذا (۱۹۳۳ کوتاه)
- آنتونی ادورس (۱۹۳۶)
- گریک بزرگ (۱۹۳۷)
- بانو ایو (۱۹۴۱)
- ده فرمان (۱۹۵۶)

## مرگ
آلبرنی در وودلند هیلز، کالیفرنیا درگذشت.